# Prêmio Dirac
O Prêmio Dirac é o nome de três distintas laureações nos campos da física teórica, química computacional e matemática, concedidos por organizações distintas.

## Medalha Dirac da ICTP
A Medalha Dirac da ICTP (em inglês:  Dirac Medal of the ICTP) é concedida pelo Centro Internacional de Física Teórica (ICTP) a pesquisadores com contribuições significativas à física. Homanageia o físico Paul Dirac. Um comitê internacional escolhe o nominado de uma lista, concluida em 15 de abril do ano respectivo. Na data do nascimento de Dirac, 15 de abril, é realizada uma eleição, sendo o escolhido homenageado com uma medalha e US$ 5.000, na data de nascimento de Dirac, 8 de agosto.
A Medalha Dirac da ICTP exclui entre seus contemplados os agraciados com o Nobel de Física, Medalha Fields e Prêmio Wolf. Contudo, diversos medalhista Dirac foram laureados subsequentemente com um destes prêmios.

### Laureados com a Medalha Dirac da ICTP
| Ano  | Nome                                                      | Ano  | Nome                                   | Ano  | Nome                                              | Ano  | Nome                                         |
| 1985 | Jakov Seldovich Edward Witten                             | 1986 | Yoichiro Nambu Alexander Polyakov      | 1987 | Bryce DeWitt Bruno Zumino                         | 1988 | Efim Fradkin David Gross                     |
| 1989 | Michael Green John Henry Schwarz                          | 1990 | Sidney Coleman Ludvig Faddeev          | 1991 | Jeffrey Goldstone Stanley Mandelstam              | 1992 | Nikolai Bogoliubov Yakov G. Sinai            |
| 1993 | Sergio Ferrara Daniel Z. Freedman Peter van Nieuwenhuizen | 1994 | Frank Wilczek                          | 1995 | Michael Berry                                     | 1996 | Tullio Regge Martinus J. G. Veltman          |
| 1997 | Peter Goddard David Olive                                 | 1998 | Stephen Adler Roman Jackiw             | 1999 | Giorgio Parisi                                    | 2000 | Howard Georgi Jogesh Pati Helen Quinn        |
| 2001 | John Hopfield                                             | 2002 | Alan Guth Andrei Linde Paul Steinhardt | 2003 | Robert Kraichnan Vladimir Zakharov                | 2004 | James Bjorken Curtis Callan                  |
| 2005 | Patrick A. Lee Samuel Edwards                             | 2006 | Peter Zoller                           | 2007 | John Iliopoulos Luciano Maiani                    | 2008 | Juan Maldacena Joseph Polchinski Cumrun Vafa |
| 2009 | Roberto Car Michele Parrinello                            | 2010 | Nicola Cabibbo George Sudarshan        | 2011 | Édouard Brézin John Cardy Alexander Zamolodchikov | 2012 | Duncan Haldane Charles Kane Shoucheng Zhang  |

## Medalha e Prêmio Paul Dirac
A Medalha e Prêmio Paul Dirac (em inglês:  Paul Dirac Medal and Prize) é concedida anualmente pelo Instituto de Física (a maior associação de físicos britânicos e irlandeses) por "contribuições significativas à física teórica (incluindo matemática e computacional)". O prêmio, que inclui uma medalha de prata e £1000, foi instituido em 1985 e concedido a primeira vez em 1987.

### Laureados com a Medalha e Prêmio Paul Dirac
| Ano  | Nome               | Ano  | Nome                | Ano  | Nome           | Ano  | Nome          |
| 1987 | Stephen Hawking    | 1988 | John Stewart Bell   | 1989 | Roger Penrose  | 1990 | Michael Berry |
| 1991 | Rudolf Peierls     | 1992 | Anthony Leggett     | 1993 | David Thouless | 1994 | Volker Heine  |
| 1995 | Daniel Frank Walls | 1996 | John Pendry         | 1997 | Peter Higgs    | 1998 | David Deutsch |
| 1999 | Ian Percival       | 2000 | John Cardy          | 2001 | Brian Ridley   | 2002 | John Hannay   |
| 2003 | Chris Hull         | 2004 | Michael Green       | 2005 | John Ellis     | 2006 | Mike Gillan   |
| 2007 | David Sherrington  | 2008 | Bryan Webber        | 2009 | Michael Cates  | 2010 | James Binney  |
| 2011 | Christopher Isham  | 2012 | Graham Garland Ross | 2013 |                | 2014 |               |

## Medalha Dirac da WATOC
A Medalha Dirac da WATOC (em inglês:  Dirac Medal of the WATOC) é concedida anualmente pela World Association of Theoretical and Computational Chemists "para químicos computacionais proeminentes com idade inferior a 40 anos". A medalha foi concedida a primeira vez em 1998.

### Laureados com a Medalha Dirac da WATOC
| Ano  | Nome                  | Ano  | Nome             | Ano  | Nome             | Ano  | Nome         |
| 1997 |                       | 1998 | Timothy J. Lee   | 1999 | Peter M. W. Gill | 2000 | Jiali Gao    |
| 2001 | Martin Kaupp          | 2002 | Jerzy Cioslowski | 2003 | Peter Schreiner  | 2004 | Jan Martin   |
| 2005 | Ursula Roethlisberger | 2006 | Lucas Visscher   | 2007 | Anna Krylov      | 2008 | Kenneth Ruud |
| 2009 | Jeremy Harvey         | 2010 | Daniel Crawford  | 2011 | Leticia González | 2012 | Paul Ayers   |
| 2013 | Filipp Furche         | 2014 |                  | 2015 |                  | 2016 |              |